# Vickers (metralhadora)
Vickers é a denominação normalmente atribuída à metralhadora arrefecida a água, de calibre .303 pol, produzida pela Vickers a partir do desenvolvimento da Metralhadora Maxim. A arma, normalmente, necessitava de um guarnição de seis a oito militares para a operar: um apontador, um municiador e os restantes para auxiliarem no transporte da arma, das munições e das peças sobresselentes.
A Metralhadora Vickers tinha uma reputação de grande solidez e confiabilidade, mostrando ser capaz de manter fogo sustentado durante longos períodos sem falhas nem interrupções.

## História
A Metralhadora Vickers resultou de um aperfeiçoamento da Metralhadora Maxim, desenvolvida por Hiram Maxim no final do séc. XIX. Depois de absorver a Companhia Maxim em 1896, a Vickers pegou o projeto da Maxim e melhorou-o, reduzindo-lhe o peso e acrescentando-lhe um impulsionador de boca (dispositivo que usa os gases de saída da boca da arma, para aumentar o seu recuo).
O Exército Britânico adoptou formalmente a Vickers como sua metralhadora padrão a 26 de Novembro de 1912, com o objetivo de substituírem progressivamente as Maxim que tinha ao serviço. Quando a Primeira Guerra Mundial ainda existiam muitas Vickers por receber e por isso a Força Expedicionária Britânica enviada para França em 1914 ainda ia equipada com Metralhadoras Maxim. A Vickers foi, inclusive, ameaçada de processo judicial sob acusação de lucros ilícitos com a guerra, em virtude do preço exorbitante que estava a pedir pela arma. Como resultado, o preço foi diminuído.
À medida que a guerra progredia e os números de Metralhadoras Vickers aumentavam, esta tornou-se a metralhadora primária do Exército Britânico, servindo em todas as frentes do conflito. Quando a Lewis foi adoptada como metralhadora ligeira e atribuída às unidades infantaria, as Vickers foram classificadas como metralhadoras pesadas e agrupadas no recém formado Machine Gun Corps (Corpo de Metralhadoras). Depois do aparecimento da variante de calibre .50 pol, as Vickers de .303 pol foram reclassificadas como metralhadoras médias. Depois do final da guerra, o Machine Gun Corps foi extinto e as Metralhadoras Vickers voltaram para a Infantaria. Antes da Segunda Guerra Mundial ainda existiram planos para a substituir. No entanto, a Vickers acabou por se manter em serviço britânico até 1968, altura em que foi substituída pela Metralhadora L7. O último uso operacional da Vickers pelo Exército Britânico decorreu na Emergência de Adem.
O Exército Português adoptou a Vickers em 1917, para equipar as Baterias de Metralhadoras Pesadas do Corpo Expedicionário Português enviado para França, recebendo a denominação de Metralhadora Pesada 7,7 mm m/917. Depois da guerra, acabou por se tornar a metralhadora pesada padrão de todo o Exército, equipando os Grupos (depois Batalhões) de Metralhadoras e as Companhias de Metralhadoras Pesadas dos Regimentos de Infantaria. Foi substituída, depois da Segunda Guerra Mundial, pela Browning .50.
A Metralhadora Vickers ainda se mantém ao serviço, como arma de reserva, dos Exércitos da Índia, do Paquistão e do Nepal.
Depois de 1916, a Vickers também se tornou a metralhadora padrão das aeronaves militares britânicas e francesas, incluindo os famosos Sopwith Camel e SPAD XIII. A arma estava sincronizada com a hélice para poder disparar através dela. A versão aeronáutica da Vickers tinha aberturas feitas na manga para poder refrigerada a ar em vez de a água.

## Variantes

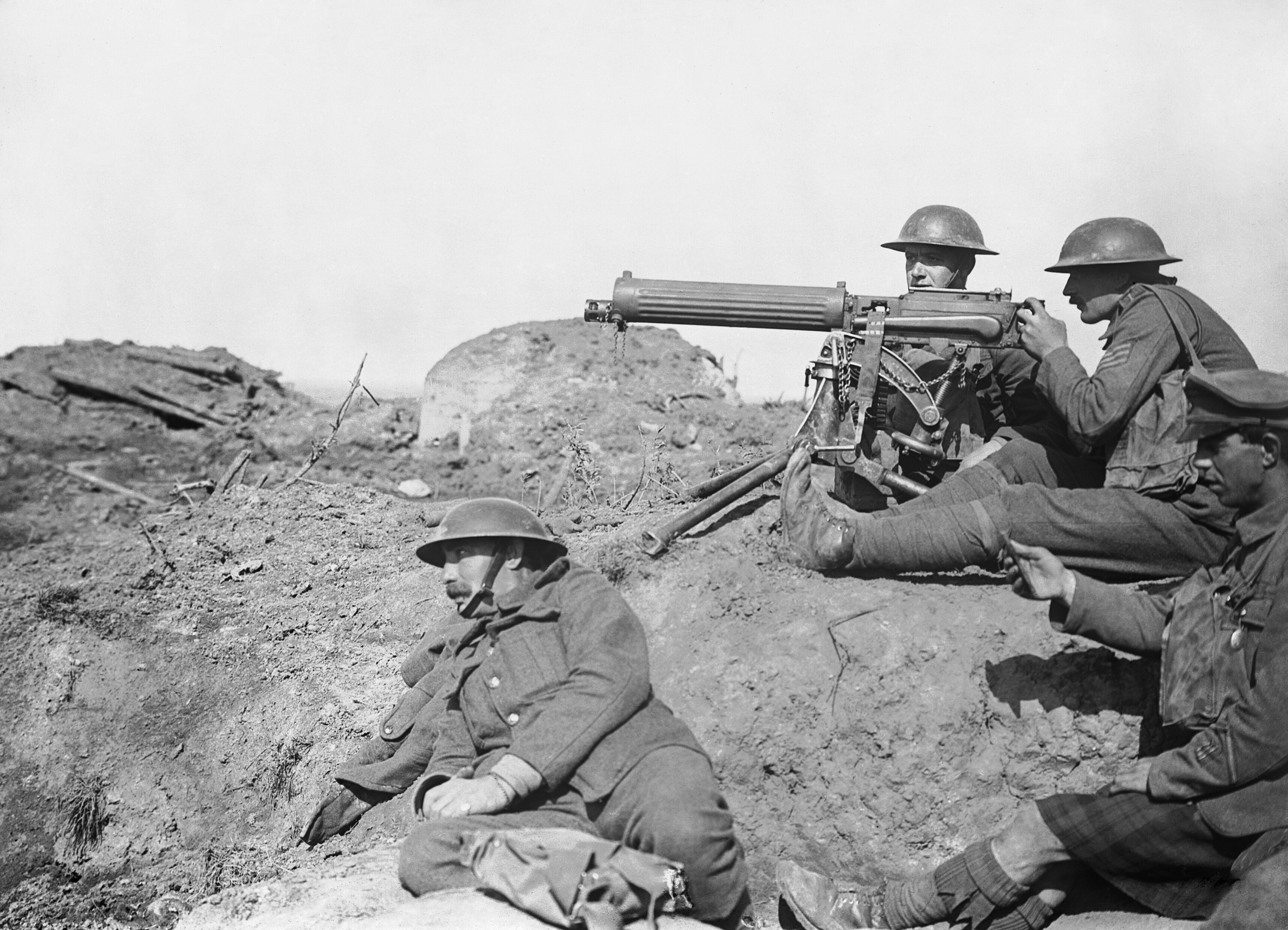
Guarnição britânica de metralhadora Vickers durante a Primeira Guerra Mundial

A Metralhadora Vickers foi desenvolvida, sobretudo, nas variantes de calibre .303 pol e .5 pol, a última, utilizada sobretudo para defesa antiaérea e anticarro. Também foram desenvolvidas variantes em diversos outros calibres, ou como protótipos ou para exportação.
- Variantes de .303 polegadas (7,7 mm):

Vickers Mark I: versão padrão básica;
Vickers Marks II/III/V: versões para a aviação, mais ligeiras e com arrefecimento a ar;
Vickers Marks IV/VI/VII: versões para armamento de carros de combate de infantaria;
- Variantes de .5 polegadas (12,5 mm):

Vickers Mark I: protótipo;
Vickers Marks II/III/V: versões para armamento de carros de combate;
Vickers Mark III: versão de defesa antiaérea em uso na Marinha. Algumas delas formando metralhadoras quádruplas, montadas num reparo com capacidade de movimentação horizontal de 360º e vertical de -10º a +80º e alcance de 1.300m. As cintas de munições eram enroladas em espiral e colocadas dentro de caixas laterais a cada arma.
- Variantes de exportação, com diversos calibres:

6,5 mm italiano;
6,5 mm Arisaka japonês;
6,5 x 54R mm neerlandês;
7 mm Mauser;
7,5 x 55 mm suíço;
7,62 mm NATO;
.30-06 Springfield;
7,62 x 54R mm russo;
7,65 mm Mauser;
8 mm Lebel.